# Zachráněný
Zachráněný je šestá epizoda první řady animovaného seriálu Star Trek. Premiéra epizody v USA proběhla 13. října 1973, v České republice 26. října 1997.

## Příběh
Píše se hvězdné datum 5143.3. Hvězdná loď USS Enterprise NCC-1701 pod velením kapitána Jamese Kirka změnila při hlídce směr, aby prozkoumala člun napadený Romulany. Při prozkoumání pan Spock zjišťuje, že člun je na jméno Carter Winston. Winston je přitom ve Federaci považován za pohřešovaného už přes 5 let.
V transportéru se opravdu objevuje muž, kterého všichni identifikují jako legendárního obchodníka pomáhající koloniím federace, Cartera Winstona. Kapitán mu sděluje, že na lodi je shodou okolností jeho snoubenka, Anna Noredová. Spock však ještě před shledáním trvá na identifikaci podle dokladů a lékařské prohlídce. Zatímco počítač dle dokladů potvrzuje Winstonovu totožnost, Dr. McCoy zjišťuje při prohlídce zvláštní údaje, které přisuzuje nekalibrovanému přístroji. Když se Carter setkává s Annou, oznamuje jí, že se nemohou vzít a mluví o změně, kterou na něm kdosi provedl.
Winston šel za kapitánem s dotazem. Když mu Kirk oznamoval, že člun již asi nemá smysl opravit, změnil se v bytost podobnou chobotnici, Kirka uspal a převzal na sebe jeho podobu. Když se Kirk probudí, je překvapen, že loď míří do neutrální romulanské zóny. Spock mu přehraje záznam, kterak on sám vydal tento rozkaz. Kirk Spockovi sděluje, že nejenže neví o tomto rozkazu, ale podle všeho si ani nepamatuje, že by byl v dané době na můstku.
Oběma se zdá divná reakce doktora McCoye, který vše vezme velmi laxně. Když se ještě vrátí na ošetřovnu, najdou doktora v laboratoři. Kirkovi je divné, že namísto dvou lůžek, jsou na ošetřovně tři. Když pohrozí třetímu lehátku kyselinou, změní se v bytost, jenž Spock identifikuje jako vendoriána.
K Enterprise přilétají 2 romulanské lodě, které se podle smlouvy dožadují zkonfiskování Enterprise Romulanským impériem za narušení jejich prostoru. Kirk obviňuje kapitána Romulanů, že šlo o plán, kterak se zmocnit vlajkové lodě Federace. Vendorian stihl ještě poškodit štíty a tak je loď bezbranná. Anna nedokáže při setkání s vetřelcem vystřelit a vendorian vysvětluje, že převzal ze svého svěřence více než jen podobu.
Najednou se před lodí objevuje energetický štít a Enterprise tak může odrazit romulanská plavidla. Jediným logickým vysvětlením pro Spocka je, že to byl opět vendorian, který se změnil na štít. Ten se poté objevuje na můstku a přiznává, že chtěl dodat svému životu smysl, ale nakonec se rozhodl, že nechce stát na opačné straně, než byl Winston, než zemřel. Kirk mu slibuje ve Federaci spravedlivý soud a Anna jej odvádí do cely. Sama jej miluje i když nejde o Cartera Winstona.
McCoy podotýká, že je dobře, jak to dopadlo, protože kdyby se vendorian změnil na druhého Spocka, bylo by na lodi nesnesitelně. Spock mu na to odvětí, že kdyby ovšem vzal na sebe podobu Dr. McCoye, třeba byl byla pozvednuta úroveň lékařských služeb na přijatelnou úroveň.